# دانييل كوزنيتسوف
دانييل كوزنيتسوف (الروسية: Даниил Андреевич Кузнецов) هو لاعب كرة قدم روسي، ولد في 23 أبريل 2003. لعب مع زينيت سانت بطرسبرغ.